# THIS BOY
『THIS BOY』（ディス・ボーイ）は、1985年にアルファレコードから発売された佐藤博のコンピレーション・アルバム。

## 解説
1984年と1985年のジャンセンCFソングと新曲を収録した“サマー・アルバム”。新曲は、「記憶の中の未来から」(2)、「ジェミナイ」(8)、「THIS BOY」(11)の3曲。「記憶の中の未来から」は、同年発売の12インチシングル「LOVE ME DO」および1988年発売のコンピレーション・アルバム『記憶の中の未来』収録とは別バージョン。
新しく録音した曲は、多重録音である。制作にあたって、まずガイドとしてのアウトラインをリズムマシンのROLAND TR-808やROLAND TR-909で大雑把に作り、リズムマシンのシーケンシャル・サーキット社ドラムトラックスなどのリズム・マシンでドラム演奏を打ち込みで作り上げ、KURZWEILやROLAND SYSTEM-100Mといったシンセサイザーで音色を足して作り上げていくスタイルをとっている。
大元の同期信号のやりとりのシーケンサーとして、ROLAND SBX-80やROLAND MC-4を導入し、それによってリズムマシンOberheim DMXや前記のリズムマシンを動かすスタイルである。ベースは、音が太いという理由でMINI MOOGを多用している。
「SWEET INSPIRATION '85」(3)は、1984年発売の『SAILING BLASTER』収録曲の別アレンジによる再録音。1987年に、角松敏生のリミックス・プロデュースにより「Sweet Inspiration-Extended Power Club Mix-」として、次作『SOUND OF SCIENCE』収録曲「Angeline」のリミックス・ヴァージョンである「ANGELINE-Extended Power Club Mix-」とのカップリングで、12インチ・シングルにてリリースされた。
その他は、「I CAN'T WAIT」(4)と「SAY GOODBYE」(9)は1982年のアルバム『awakening』より、「LOVE IS HAPPENING」(6)と「ALWAYS」(7)は1984年のアルバム『SAILING BLASTER』より、「サン・グロウ」(5)は1984年、「シャイニー・レディ」(1)と「アンジェリーナ」(10)は1985年のシングルより、それぞれ収録。

## 収録曲
| 全作曲・編曲: 佐藤博。（特記除く） |                                                               |                              |            |                              |      |
| #                                  | タイトル                                                      | 作詞                         | 作曲・編曲 | 作曲                         | 時間 |
| 1.                                 | 「シャイニー・レディ」(SHINY LADY)                            | 真沙木唯                     | 佐藤博     |                              | 4:28 |
| 2.                                 | 「記憶の中の未来から」(KIOKU NO NAKA NO MIRAI KARA)           | 真沙木唯                     | 佐藤博     |                              | 4:28 |
| 3.                                 | 「スウィート・インスピレーション '85」(SWEET INSPIRATION '85) | シンディ山本                 | 佐藤博     |                              | 4:04 |
| 4.                                 | 「アイ・キャント・ウェイト」(I CAN'T WAIT)                    | LORRAIN FEATHER              | 佐藤博     |                              | 4:15 |
| 5.                                 | 「サン・グロウ」(SUN GLOW)                                    | 奈良橋陽子                   | 佐藤博     |                              | 3:42 |
| 6.                                 | 「ラブ・イズ・ハップニング」(LOVE IS HAPPENING)               | 奈良橋陽子                   | 佐藤博     |                              | 3:50 |
| 7.                                 | 「オールウェイズ」(ALWAYS)                                    | シンディ山本                 | 佐藤博     |                              | 4:10 |
| 8.                                 | 「ジェミナイ」(GEMINI)                                        |                              | 佐藤博     |                              | 4:23 |
| 9.                                 | 「セイ・グッバイ」(SAY GOODBYE)                               | LORRAIN FEATHER              | 佐藤博     |                              | 3:23 |
| 10.                                | 「アンジェリーナ」(ANGELINA)                                  | 大津あきら                   | 佐藤博     |                              | 4:14 |
| 11.                                | 「ディス・ボーイ」(THIS BOY)                                  | Paul McCartney & John Lennon | 佐藤博     | Paul McCartney & John Lennon | 3:04 |
| 合計時間:                          | 合計時間:                                                     | 合計時間:                    | 合計時間:  | 44:01                        |      |

## 演奏者
- 佐藤博  –  ボーカル、コーラス、キーボード、ピアノ、ギター、リズム・プログラミング
- OKACHIMACHI FUNK BROTHERS  –  疑似ブラスセクション(1,3)
- WENDY MATTEWS  –  ボーカル(4,9)
- 鳥山雄司  –  ギター(1,2,3,6)
- 土方隆行  –  ギター(1,4,10)
- 鈴木茂  –  ギター(5)
- 松木恒秀  –  ギター(4)
- 山下達郎  –  ギター(9)
- 伊藤広規  –  ベース(7)
- 美久月千晴  –  ベース(10)
- 林立夫  –  ドラム(5,10)
- シンディ山本  –  コーラス(7)
- EVE  –  コーラス
- 藤井美保  –  コーラス(1,2,5,10)
- BOY AFRO  –  コーラス(5)

## 佐藤博使用機材

### シャイニー・レディ SHINY LADY
- Oberheim DMX(DRUMS), SEQUENTIRL CIRCUITS DRUMTRACKS(DRUMS), MOOG MINI MOOG(BASS), OKACHIMACHI FUNK BROTHERS:(Oberheim XPANDER, YAMAHA DX-7, MOOG MINI MOOG, MOOG The Source, ROLAND SYSTEM-100M, FAIRLIGHT CMI, KURZWEIL K250)[2]

### 記憶の中の未来から KIOKU NO NAKA NO MIRAI KARA
- ROLAND TR-808(DRUMS), MOOG MINI MOOG(BASS), KURZWEIL K250, ROLAND MC-4, Oberheim XPANDER, YAMAHA DX-7, ROLAND SYSTEM-100M[2]

### スウィート・インスピレーション '85 SWEET INSPIRATION '85
- KURZWEIL K250(DRUMS), MOOG MINI MOOG(BASS), YAMAHA DX-7(PERCISSION), FAIRLIGHT CMI(PERCISSION), Oberheim XPANDER(PERCISSION), OKACHIMACHI FUNK BROTHERS:(ROLAND MC-4, Oberheim XPANDER, YAMAHA DX-7, MOOG MINI MOOG, MOOG The Source, ROLAND SYSTEM-100M, KURZWEIL K250)[2]

### アイ・キャント・ウェイト I CAN'T WAIT
- LINN LM-1(DRUMS), SEQUENTIRL CIRCUITS PRO-ONE(BASS), ROLAND JUPITER-8, FENDER RHODES, FENDER TELECASTER[3]

### サン・グロウ SUN GLOW
- MOOG MINI MOOG(BASS), ROLAND SYSTEM-100M(BASS)[2]

### ラブ・イズ・ハップニング LOVE IS HAPPENING
- ROLAND SYSTEM-100M(DRUMS), ROLAND TR-909(DRUMS), MOOG MINI MOOG(BASS), ROLAND MC-4, YAMAHA DX-7, ACOUSTIC PIANO[2]

### オールウェイズ ALWAYS
- ROLAND SYSTEM-100M, ROLAND MC-4, YAMAHA DX-7, ROLAND JUPITER-8[2]

### ジェミナイ GEMINI
- ROLAND TR-808(PERCISSION), ROLAND SYSTEM-100M(PERCISSION), MOOG The Source(BASS), YAMAHA DX-7, KURZWEIL K250, FAIRLIGHT CMI, Oberheim XPANDER[2]

### セイ・グッバイ SAY GOODBYE
- LINN LM-1(DRUMS), SEQUENTIRL CIRCUITS PRO-ONE(BASS), VOCODER, ROLAND JUPITER-8, SEQUENTIRL CIRCUITS PROPHET-5, NED SYNCLAVIER 2, YAMAHA CS-10, FENDER RHODES[3]

### ディス・ボーイ THIS BOY
- ROLAND TR-808(DRUMS), ROLAND SYSTEM-100M(DRUMS), FAIRLIGHT CMI, YAMAHA DX-7, KURZWEIL K250, Oberheim XPANDER[2]

## 録音スタジオ
- 御徒町CMSスタジオ (1,2,3,8,10,11)
- LDK STUDIO (1,10)
- ALFA STUDIO “A” (4,6,7,9)
- STUDIO BIRDMAN (5,6,7)
- MEDIA BAM STUDIO (6,7)